# Elvio Porcel de Peralta
Elvio Ricardo Porcel de Peralta Arnaldo (Villa María, Córdoba, Argentina, 12 de junio de 1938 - Talca, Chile, 9 de abril de 2000) fue un futbolista argentino naturalizado chileno que jugaba como centrocampista ofensivo. Apodado El duro entre los duros, fue conocido por su temperamento, y recibió un récord de 97 tarjetas rojas en su carrera en Chile.

## Trayectoria
Porcel de Peralta nació el 12 de julio de 1938 en Villa María (Córdoba), Argentina. Era hijo de un funcionario ferroviario y jugó al fútbol en su juventud en el club argentino Unión Central desde los 11 años. Había deseado estudiar medicina, pero desistió de ese objetivo cuando recibió una oferta a los 16 años para incorporarse al Club Atlético Tigre, de la Primera División, en 1954. Jugó en Tigre de 1954 a 1958, se fue a Vélez Sarsfield en 1959 y luego regresó a Tigre de 1960 a 1961.
Porcel de Peralta dejó Argentina para unirse al Rangers de Talca chileno por sugerencia de Vicente Cantatore en abril de 1962. Fue trasladado a centrocampista, posición que había desempeñado al inicio de su carrera, luego de haber sido delantero en los últimos años de su paso por Tigre. Jugó con los Rangers durante seis años, de 1962 a 1967, y fue uno de sus mejores jugadores.
A Porcel de Peralta se le concedió la ciudadanía chilena en 1968. Ese mismo año, José Pérez Figueiras, entrenador del Santiago Wanderers, se fijó en él y lo fichó para jugar con ellos. Jugó dos temporadas con el equipo y fue pieza clave del equipo de 1968, conocido como Los Panzers, que ganó el campeonato de la Primera División 1968 y compitió en la Copa Libertadores 1969.
Porcel de Peralta fue elogiado por lo que se destacó como su «fuerza, valor, temperamento y orgullo» con los Wanderers. Lo apodaron El duro entre los duros. El periodista Antonino Vera, en la revista Estadio, comentó:

Hace unas semanas calificábamos a Elvio Porcel de Peralta como un «jugador moderno». Durante el torneo del año pasado fue un factor fundamental para la campaña de los Wanderers; fue uno de los pilares sobre los que se afirmó toda la sólida estructura del campeón. Les comunicó su propia solidez física y futbolística. Un jugador de «fuerza», sí, pero también un hábil dominador del balón, poseedor de un sentido del fútbol claro y general, con lo que llaman visión panorámica del campo, y que en su caso es muy amplia. Porcel de Peralta domina el medio campo... lleva bien el balón, llega bien al ataque y baja rápidamente a la defensa. Ve las aberturas para el tiro y dispara con potencia... se le ve muy completo.

Porcel de Peralta se mudó a Unión La Calera en 1970. Aunque se le consideraba un jugador talentoso, se caracterizaba por tener fama de ser «explosivo, temperamental y, a veces, inmoderado». Fue expulsado en un total récord de 97 partidos en su carrera. Su última expulsión supuso el fin de su carrera. Ante el Club Universidad de Chile, Porcel de Peralta recibió una patada de Manuel Rodríguez Vega y «fue a vengarse». «Corrió todo el campo» persiguiendo a Rodríguez Vega, quien escapó. En respuesta, el árbitro Juan Carvajal le mostró la tarjeta roja a Porcel de Peralta, quien la consideró injustificada y derribó a Carvajal de un puñetazo. La revista Estadio luego relató:

Pues bien, perdiendo Calera, como estaba ante la "U", Manuel Rodríguez se fue dé plancha con el argentino, y éste, ni corto ni perezoso las emprendió con el zaguero. Lo persiguió, pero no pudo darse el gusto. Quintano lo detuvo y logró calmarlo a medias. Cuando llegó el señor juez, el golpe que tenía en mente Porcel fue para él y asunto arreglado. Tanto, que luego de su deleznable acción rumbeó pacíficamente a los vestuarios sin presenciar el fin de la película, que terminó con la expulsión de Rodríguez y varios otros comentarios no publicables.
Revista Estadio, n° 1415, 13 de agosto de 1970.

Como resultado, Porcel de Peralta recibió una suspensión de por vida del deporte por parte de la Asociación Central de Fútbol (ACF). Hizo varias apelaciones ante los tribunales y finalmente ganó un acuerdo millonario, aunque nunca volvió a jugar profesionalmente.

## Últimos años y muerte
Porcel de Peralta se instaló en Villa Alemana en Chile luego de su carrera como jugador. Era dueño de un restaurante llamado «Donde Porcel». Estaba casado y tenía tres hijos. Porcel de Peralta falleció el 9 de abril de 2000 en Talca, a causa de un paro cardíaco, a la edad de 61 años.

## Clubes
| Club               | País      | Año       |
| ------------------ | --------- | --------- |
| Tigre              | Argentina | 1954-1958 |
| Vélez Sarsfield    | Argentina | 1959      |
| Tigre              | Argentina | 1960-1961 |
| Rangers            | Chile     | 1961-1967 |
| Santiago Wanderers | Chile     | 1968-1969 |
| Unión La Calera    | Chile     | 1970      |

## Palmarés

#### Campeonatos nacionales
| Título           | Club               | País  | Año  |
| ---------------- | ------------------ | ----- | ---- |
| Primera División | Santiago Wanderers | Chile | 1968 |

### Distinciones individuales
| Distinción                                                  | Año  |
| ----------------------------------------------------------- | ---- |
| Incluido en el equipo ideal de todos los tiempos de Rangers | 2002 |